# Willibald Böck

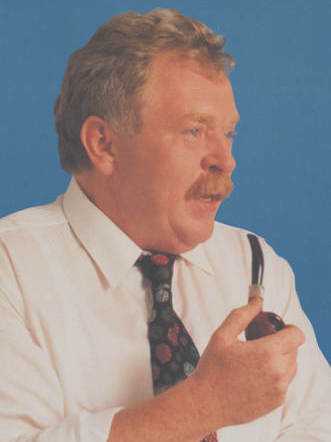
Willibald Böck im Jahr 1994

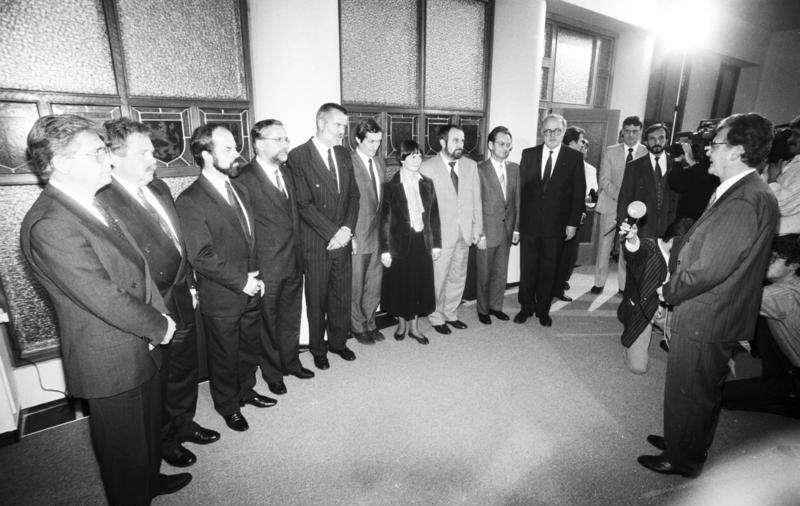
Landesregierung Thüringen 1990, W. Böck 2. v. l.

Willibald Böck (* 30. Dezember 1946 in Bernterode, Eichsfeld; † 2. August 2016 in Breitenworbis) war ein deutscher Politiker (CDU). Er war 1990 Mitglied der Volkskammer, von 1990 bis 1992 Innenminister Thüringens sowie von 1990 bis 1993 Landesvorsitzender der CDU Thüringen.

## Leben
Böck war katholisch, verheiratet und hatte fünf Kinder. Er besuchte die Erweiterte Oberschule (EOS) in Worbis und absolvierte eine Ausbildung zum Forstfacharbeiter mit Abitur. Im Anschluss studierte er von 1965 bis 1969 an der Pädagogischen Hochschule Erfurt Deutsch und Kunsterziehung und schloss als Diplom-Lehrer ab. Von 1967 bis 1984 arbeitete er als Lehrer an Polytechnischen Oberschulen (POS) in Dingelstädt und Deuna im Kreis Worbis.
Er trat 1965 in die DDR-Blockpartei CDU ein. Von 1984 bis 1990 war er Bürgermeister in seinem eichsfeldischen Heimatort Bernterode. Im Zuge der Wende in der DDR wurde er im Februar 1990 erster Stellvertreter des Landrats in Worbis. Seit März 1990 war er Mitglied der ersten frei gewählten Volkskammer. Die Ost-CDU ging im Oktober 1990 in der gesamtdeutschen CDU auf. Im Thüringer Landtag saß Böck von der Neugründung des Freistaats im Oktober 1990 bis zum Ende der dritten Wahlperiode 2004. Von 1990 bis 1992 war Böck der erste Thüringer Innenminister seit der deutschen Wiedervereinigung. Von 1990 bis 1993 war er Landesvorsitzender der Thüringer CDU. Nach eigener Darstellung war er die entscheidende Person, die den früheren rheinland-pfälzischen Ministerpräsidenten Bernhard Vogel dazu animierte, sich 1992 als Nachfolger des zurückgetretenen Josef Duchač zum Ministerpräsidenten des Freistaates Thüringen wählen zu lassen.
Böck behielt seine Parteiämter zunächst auch unter Vogel und trat wegen einer Korruptionsaffäre im Zusammenhang mit der Konzessionsvergabe für Autobahnraststätten im August 1992 als Innenminister zurück. Nach knapper Wiederwahl auf dem Landesparteitag 1993 löste ihn Vogel auch als Parteivorsitzender ab. Fünf Jahre später sorgte Böck noch einmal für Aufsehen, als bekannt wurde, dass das Land Thüringen 1991 über 500.000 DM für den Sicherheitsausbau seines Privathauses ausgegeben hatte.
Seit seinem Abgang vom politischen Parkett unterhielt Böck in Erfurt die Galerie Feine Thüringer art und war als Unternehmensberater im In- und Ausland tätig. Auch ehrenamtlich war Willibald Böck aktiv. Als Präsident des Freundeskreises des Kinderhospizes Mitteldeutschland kümmerte er sich um Familien mit todkranken Kindern.
Eine Ausstellung im Thüringer Landtag unter dem Titel „Kunst kann jeder – Böck malt auch“ zeigte zu seinen Lebzeiten Böcks Werke.